# Posições no beisebol
O beisebol é composto por várias posições.
- Arremessador
- Receptor
- Primeira-base
- Segunda-base
- Terceira-base
- Interbases
- Campista esquerdo
- Campista central
- Campista direito
- Rebatedor